# 虹梅路站
虹梅路站位于中华人民共和国上海市徐汇区与闵行区交界漕宝路与古美路交叉口，是上海地铁12号线的地铁车站，亦为12号线小交路（虹梅路站至巨峰路站）终点之一，于2015年12月19日启用。本站与虹梅路相差了一个街道的距离。
由于车站西端设置存车线以供小交路列车折返，故本站的站厅比较长。

## 车站结构

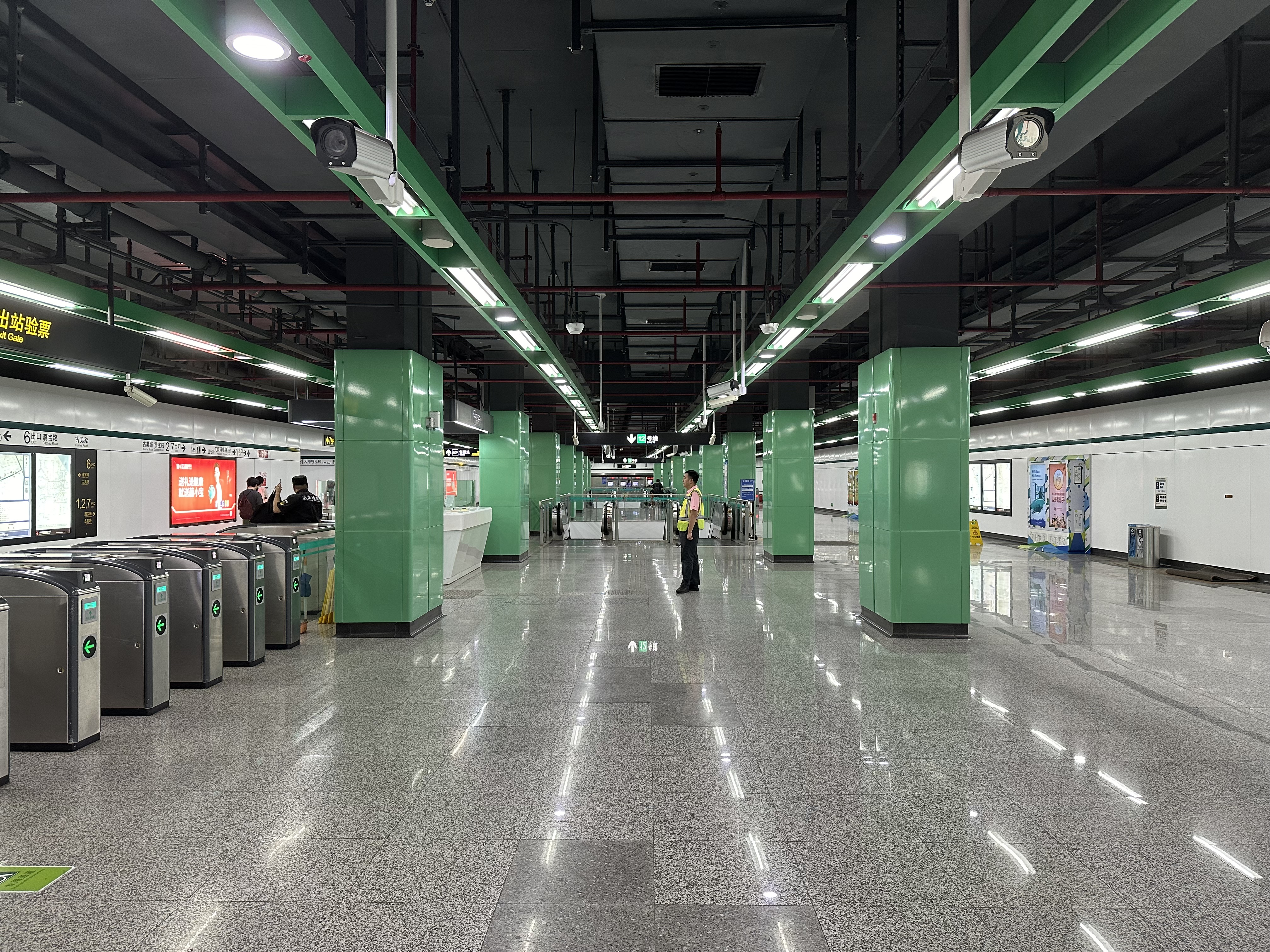
站厅

### 车站楼层
| 地面层   | 出入口             | 1-7出入口                        |  |  |
| 地下一层 | 站厅               | 票务服务、自动售票机、人工服务台 |  |  |
| 地下二层 | ①站台              | █ 12号线 往七莘路（东兰路）      |  |  |
|          | 岛式站台，左侧开门 |                                  |  |  |
|          | ②站台              | █ 12号线 往金海路（虹漕路）      |  |  |

## 車站出口
虹梅路站共有7个出入口，3-5号口于2024年12月15日开放，各出入口如下所示：
| 出口编号            | 出口指示       | 照片 |
| ------------------- | -------------- | ---- |
| 1 · 出口            | 漕宝路         |      |
| 2 · 出口            | 漕宝路，古美路 |      |
| 3 · 出口            | 漕宝路，莲花路 |      |
| 4 · 出口            | 漕宝路，莲花路 |      |
| 5 · 出口            | 漕宝路         |      |
| 6 · 出口            | 漕宝路，古美路 |      |
| 7 · 出口 · （设有） | 漕宝路，古美路 |      |